# Little Rapid River (Rapid River)
Der Little Rapid River ist ein Fluss im Nordwesten des australischen Bundesstaates Tasmanien.

## Geografie
Der fast 24 Kilometer lange Little Rapid River entspringt an den Westhängen des Blue Peak und fließt nach Westen durch unbesiedeltes Gebiet. Etwa drei Kilometer südwestlich des Luncheon Hill mündet er in den Rapid River.